# 1905
1905 (MCMV) fue un año común comenzado en domingo según el calendario gregoriano de los años 1900.
A medida que comienza el segundo año de la guerra Ruso-Japonesa, más de 100.000 personas mueren en las batallas mundiales más grandes de ese conflicto, y el caos de la guerra conduce a la Revolución Rusa de 1905 contra Nicolás II de Rusia (la 11.ª Sinfonía de Shostakovich se subtitula La Año 1905 para conmemorar esto) y el inicio de la Revolución en el Reino de Polonia. Canadá y Estados Unidos se expanden hacia el oeste, con las provincias de Alberta y Saskatchewan y la fundación de Las Vegas. 1905 es también el año en que Albert Einstein, por entonces residente en Berna, publica sus cuatro artículos Annus Mirabilis en Annalen der Physik (Leipzig) (18 de marzo, 11 de mayo, 30 de junio y 27 de septiembre), sentando las bases para más de un siglo de estudio de la física teórica.

## Acontecimientos

### Enero
- 20 de enero: Poderoso terremoto 7.8 sacude la costa pacífica de Costa Rica
- 22 de enero: Domingo Sangriento
- Revolución rusa de 1905.

### Febrero
- 5 de febrero: en la Ciudad de México se inaugura el Hospital General de México iniciando con cuatro especialidades básicas.
- 25 de febrero: en la cordillera de los Alpes entre Suiza e Italia concluyen las obras del túnel del Simplón.
- 25 de febrero: en la ciudad portuaria de Kingston-upon-Hull (Reino Unido), una comisión judicial dicta su fallo sobre el «incidente del mar del Norte», sucedido en la noche del 21 al 22 de octubre de 1904, cuando ―en el marco de la Guerra Ruso-Japonesa (1904-1905)― la Flota del Báltico de la Armada Imperial Rusa confundió a siete pesqueros civiles británicos con buques torpederos de la Armada Imperial Japonesa y les disparó. Rusia les pagará una indemnización a los pescadores.
- En Buenos Aires (Argentina) se desata la Revolución radical de 1905.

### Marzo
- 4 de marzo: en Estados Unidos, el republicano Theodore Roosevelt jura como presidente para un segundo mandato.
- 10 de marzo: en Londres (Inglaterra), se crea el Chelsea Football Club.
- 24 de marzo: en Amiens (Francia), fallece el célebre escritor Julio Verne, aquejado de diabetes.

### Abril
- 3 de abril: en Buenos Aires (Argentina) se crea el Club Atlético Boca Juniors.
- 4 de abril: en India un terremoto de 7,8 deja un saldo de 20.000 muertos.
- 10 de abril: en la calle Caishikou, de la ciudad de Pekín (China) el Gobierno perpetra la ejecución (mediante la muerte por mil cortes) de un tal Fu-zhu-li, condenado por matar a un príncipe. Doce fotografías de esta ejecución recorrerán el mundo como tarjetas postales.[1]
- 27 de abril : en Gijón (España) se crea el Real Sporting de Gijon.

### Mayo
- 5 de mayo: En la ciudad de Santa Fe (Argentina) se funda el Club Atlético Colón de Santa Fe.

### Junio
- 6 de junio: en China la emperatriz Cixi decreta la abolición de la realización de los exámenes imperiales.
- 6 de junio: en Francia el ministro de exteriores Théophile Delcassé abidca de su cargo por presiones alemanas y francesas.
- 7 de junio: Noruega disuelve su unión con Suecia convirtiéndose en un estado independiente.
- 14 de junio: en Santa Fe (Argentina), el río Paraná alcanza los 7,83 metros de altura, e inunda la ciudad.

### Julio
- 9 de julio: en Mongolia se registra un fuerte terremoto de 8,0 provocando deslizamientos de tierra.
- 23 de julio: en Mongolia se registra un terremoto de 8,4.

### Agosto
- 4 de agosto: se funda el Club Atlético Estudiantes, luego denominado Club Estudiantes de La Plata en la ciudad de La Plata, Argentina.
- 7 a 12 de agosto: en Boulogne-sur-Mer, Francia, se celebra el Primer Congreso de Esperanto.
- 15 de agosto: se fusiona el Racing Club y el Sport Club Badajoz, para crearse así el Club Deportivo Badajoz.

### Septiembre
- 8 de septiembre: Un terremoto de 7,2 sacude el sur de Italia dejando un saldo de 2.500 muertos.

### Noviembre
- 5 de noviembre: en Lima (Perú), el militar argentino Roque Sáenz Peña (1851-1914), más tarde presidente de Argentina, ―en calidad de general del Ejército peruano y compañero en la batalla de Arica―preside la inauguración del monumento al coronel Francisco Bolognesi (1816-1880).

### Diciembre
- En Teherán, un movimiento de protesta contra la dinastía Qayar exige la creación de órganos políticos independientes de la monarquía.
- 9 de diciembre: en Francia se aprueba la Ley de separación de la Iglesia y el Estado.

## Arte y literatura
- Se publica La verdadera religión según Pascal de Sully Prudhomme.
- G. K. Chesterton: Ortodoxia.
- Arthur Conan Doyle: El regreso de Sherlock Holmes.
- Lord Dunsany: Los dioses de Pegãna.
- Jack London: Colmillo Blanco.
- Heinrich Mann: El profesor Unrat.
- Edith Nesbit: Los chicos del ferrocarril.
- Emma Orczy: La Pimpinela Escarlata.
- Jules Verne:
  - La invasión del mar.
  - El faro del fin del mundo.
- Pablo Picasso: Familia de saltimbanquis.
- Rubén Darío: Cantos de vida y esperanza.
- Salón de otoño, un hito del fauvismo
- Víctor Català / Caterina Albert: Solitud.

## Ciencia y tecnología
- Albert Einstein: Publica la Teoría de la relatividad especial, el efecto fotoeléctrico,y el movimiento browniano, teorías tan importantes que causan que 1905 se considere su año milagroso.
- Ramón y Cajal: textura del sistema nervioso.
- Matschie describe por primera vez la foca monje de Hawái (Mónachus schauinslandi).
- Max Weber: La ética protestante y el espíritu del capitalismo
- Ferdinand de Saussure dicta el primero de sus seminarios de Lingüística General.
- Sigmund Freud: teoría de la sexualidad.

## Música
- 9 de diciembre: en Dresde (Alemania) se estrena la ópera Salomé de Richard Strauss.
- Manuel de Falla: La vida breve.

## Deporte
- 1 de enero: en Buenos Aires se funda el Club Atlético Independiente.
- 2 de enero: en la Ciudad Autónoma de Buenos Aires, se inaugura el estadio Arquitecto Ricardo Etcheverri estadio del Club Ferro Carril Oeste
- 10 de marzo: en Reino Unido se funda el Chelsea Football Club.
- 19 de marzo: en Córdoba se funda el Club Atlético Belgrano.
- 3 de abril: en Buenos Aires, cinco jóvenes inmigrantes italianos fundan el Club Atlético Boca Juniors.
- 5 de mayo: en Santa Fe (Argentina) se funda el Club Atlético Colón.
- 25 de mayo: en Buenos Aires se funda el Club Atlético Platense.
- 18 de junio: en Plaza Jewell (Rosario, Argentina) se disputa el primer clásico del fútbol rosarino, entre Newell's Old Boys y Rosario Central, correspondiendo la victoria a Newell's por 1 a 0 (Faustino González).
- 1 de julio: en Gijón (España) se funda el Real Sporting de Gijón.
- 30 de julio: en Asunción (Paraguay) se funda el Club Libertad de Paraguay con el apodo de Gumarelo.
- 4 de agosto: en La Plata (Argentina) se funda el Club Estudiantes de La Plata.
- 15 de agosto: en Badajoz (España) se funda el Club Deportivo Badajoz.
- 14 de octubre: en Sevilla (España) se funda el Sevilla Fútbol Club.
- 3 de noviembre: en San José (Costa Rica) se funda el Club Sport La Libertad.

## Nacimientos

### Enero
- 2 de enero: Michael Tippett, compositor británico (f. 1998).
- 3 de enero: 
  - Anna May Wong, actriz chino-estadounidense de cine (f. 1961).
  - Ray Milland, actor estadounidense de cine (f. 1986).
  - Luisa Carnés, escritora y periodista española (f. 1964).
- 8 de enero: Giacinto Scelsi, compositor italiano (f. 1988).
- 11 de enero: 
  - Manfred Bennington Lee (Emanuel Manford Lepofsky), escritor judeoestadounidense, que con su primo Frederic Dannay utilizó el seudónimo Ellery Queen (f. 1971).
  - Higinio Ruvalcaba, músico mexicano (f. 1976).
- 16 de enero: Ernesto Halffter, compositor español (f. 1989).
- 17 de enero: Romano Amerio, historiador de la filosofía y teólogo suizo, crítico del Concilio Vaticano II (f. 1997).
- 21 de enero: Christian Dior, diseñador de moda francés (f. 1957).
- 23 de enero: Konstanty Ildefons Gałczyński, poeta polaco (f. 1953).
- 26 de enero: Charles Lane, actor estadounidense (f. 2007).

### Febrero
- 2 de febrero: 
  - Ayn Rand, filósofa y escritora agnóstica ruso-estadounidense (f. 1982).
  - Harold Maslow, psicólogo estadounidense (f. 1970).
- 8 de febrero: Genaro Lahuerta López, pintor y retratista español (f. 1985).
- 12 de febrero: Federica Montseny, anarquista española (f. 1994).
- 22 de febrero: Jesualdo Sosa, maestro, escritor, pedagogo, periodista uruguayo (f. 1982).

### Marzo
- 14 de marzo: Raymond Aron, sociólogo, filósofo y publicista francés (f. 1983).
- 19 de marzo: Albert Speer, arquitecto alemán nazi (f. 1981).
- 24 de marzo: Lilian Serpas, poetisa y periodista salvadoreña (f. 1985).
- 26 de marzo: Viktor Frankl, psiquiatra austríaco, fundador de la Logoterapia (f. 1997).
- 30 de marzo: Hérib Campos Cervera, poeta paraguayo (f. 1953).

### Abril
- 17 de abril: Enzo Sereni, escritor italiano judío y activista sionista-socialista asesinado por los nazis (f. 1944).
- 20 de abril: Inés Rodena, escritora cubana de radio y de televisión (f. 1985).
- 21 de abril: Guiche Aizemberg, poeta, letrista, escritor y odontólogo argentino de origen ucraniano (f. 1993).
- 24 de abril: 
  - Raúl Leoni, político venezolano (f. 1972).
  - Arturo Pacheco Altamirano, pintor chileno (f. 1978).

### Mayo
- 1 de mayo (quizá en 1901): Joaquín Penina, anarquista y albañil catalán, ejecutado en la ciudad argentina de Rosario (f. 1930).
- 8 de mayo: Red Nichols, cornetista, líder de banda y compositor estadounidense (f. 1965).
- 15 de mayo: Joseph Cotten, actor estadounidense (f. 1994).
- 16 de mayo: Henry Fonda, actor estadounidense (f. 1982).
- 25 de mayo: Antônio Caringi, escultor brasileño (f. 1981).

### Junio
- 5 de junio: Sancho Dávila Fernández, político y aristócrata español (f. 1972).
- 12 de junio: Amelia de la Torre, actriz española (f. 1987).
- 21 de junio: Jean-Paul Sartre, filósofo y escritor francés (f. 1980).
- 24 de junio: Fred Alderman, atleta estadounidense (f. 1998).
- 29 de junio: Manuel Altolaguirre, poeta español (f. 1959).

### Julio
- 3 de julio: Clorinda Málaga de Prado, primera dama del Perú (f. 1993).
- 7 de julio: Charlo, cantante, músico, pianista, actor y compositor argentino (f. 1990).
- 10 de julio: Ernestina de Champourcín, poetisa española de la Generación del 27 (f. 1990).
- 14 de julio: Isidro Maiztegui, músico y compositor argentino (f. 1996).
- 15 de julio: 
  - César Bruto (Carlos Warnes), escritor, poeta, humorista y periodista argentino (f. 1984).
  - Enrique Laguerre, escritor puertorriqueño (f. 2005).
- 17 de julio: Jacinto Quincoces, jugador y entrenador español de fútbol (f. 1997).
- 21 de julio: Miguel Mihura, dramaturgo español (f. 1977).
- 25 de julio: Elías Canetti, escritor en lengua alemana, premio nobel de literatura en 1981 (f. 1994).
- 30 de julio: Pedro Quartucci, actor argentino (f. 1983).

### Agosto
- 13 de agosto: Gareth Jones, Periodista gales, relevador del genocidio Ucraniano (f. 1935).
- 23 de agosto: Constant Lambert, director de orquesta y compositor británico (f. 1951).
- 25 de agosto: Faustina Kowalska, santa católica polaca (f. 1938).
- 29 de agosto: Al Taliaferro, historietista estadounidense (f. 1969).

### Septiembre
- 3 de septiembre: Carl David Anderson, físico estadounidense, premio nobel de física en 1936 (f. 1991).
- 4 de septiembre: Meade Lux Lewis, pianista y compositor estadounidense de blues (f. 1964).
- 5 de septiembre: Arthur Koestler, escritor austrohúngaro (f. 1983).
- 18 de septiembre: Greta Garbo, actriz sueca (f. 1990).
- 23 de septiembre: Francisco Fiorentino, cantor argentino de tangos (f. 1955).
- 26 de septiembre: Hermelinda Urvina, primera mujer ecuatoriana y sudamericana en obtener una licencia de piloto de aviación (f. 2008).
- 28 de septiembre: Juan Bautista Fuenmayor, político venezolano (f. 1998).
- 29 de septiembre: Greer Garson, actriz británica (f. 1996).

### Octubre
- 7 de octubre: María Teresa Roca de Togores, poetisa española (f. 1989).
- 14 de octubre: Miguel Lira, escritor, funcionario público y maestro mexicano (f. 1961).
- 18 de octubre: Félix Houphouët-Boigny, político marfileño (f. 1993), presidente de Costa de Marfil.
- 20 de octubre: Frederic Dannay (Daniel David Nathan), escritor judeoestadounidense (f. 1982). Con su primo Manfred Bennington Lee coescribió novelas de misterio bajo el seudónimo común de Ellery Queen.
- 23 de octubre: Félix Bloch, físico suizo de origen judío (f. 1983), premio nobel de física en 1952.
- 23 de octubre: Gertrude Ederle, nadadora estadounidense (f. 2003), campeona olímpica en 1924. El 6 de agosto de 1926 se convirtió en la primera mujer en cruzar a nado el canal de la Mancha.
- 23 de octubre: Yen Chia-kan, político chino (f. 1993).

### Noviembre
- 3 de noviembre: Ada Pérez Guevara, escritora venezolana (f. 1997).
- 14 de noviembre: Íñigo de Arteaga y Falguera, aristócrata español (f. 1997).
- 17 de noviembre: Rodolfo Usigli, escritor mexicano (f. 1979).
- 26 de noviembre: Emlyn Williams, actor y dramaturgo británico (f. 1987).

### Diciembre
- 1 de diciembre: Charles G. Finney, escritor estadounidense (f. 1984).
- 2 de diciembre: Osvaldo Pugliese, compositor y músico argentino (f. 1995).
- 9 de diciembre: Emilio Carranza, aviador mexicano (f. 1928).
- 10 de diciembre: Celia Gámez, actriz y bailarina hispano-argentina (f. 1992).
- 17 de diciembre: Simo Häyhä, francotirador finlandés (f. 2002).
- 22 de diciembre: Pierre Levegh, piloto de automovilismo francés (f. 1955).
- 24 de diciembre: Howard Hughes, empresario y cineasta estadounidense (f. 1976).

### Fecha desconocida
- Wladislaw Gomulka, líder comunista polaco (f. 1982).
- Amelia Mirel, actriz, vedette y cantante argentina (f. 1987).

## Fallecimientos
- 6 de enero: José María Gabriel y Galán, poeta español (n. 1870).
- 24 de enero: Juan Bautista Ceschi a Santa Croce, Gran maestre de la Orden de Malta.
- 12 de febrero: Edward Dannreuther, pianista y musicólogo alemán (n. 1844).
- 15 de marzo: Meyer Guggenheim, empresario estadounidense (n. 1828).
- 24 de marzo: Julio Verne, escritor francés (n. 1828).
- 4 de abril: Constantin Meunier, escultor belga (n. 1831).
- 18 de abril: Juan Valera, escritor español (n. 1824).
- 11 de mayo: Ceferino Namuncurá, beato mapuche argentino (n. 1886).
- 11 de mayo: Manuel Reina Montilla, político, periodista y poeta español (n. 1856).
- 29 de mayo: Francisco Silvela, político y escritor español (n. 1843).
- 7 de junio: Francisco Molinelli, escultor español.
- 18 de junio: Carmine Crocco, brigante italiano (n. 1830).
- 21 de junio: Juan Lindolfo Cuestas, político uruguayo (n. 1837).
- 15 de junio: Carl Wernicke, médico alemán (n. 1848).
- 4 de julio: Elisée Reclus, geógrafo francés (n. 1830).
- 15 de julio: Raimundo Fernández Villaverde, político español (f. 1905).
- 19 de agosto: Adolphe-William Bouguereau, pintor francés (n. 1825).
- 31 de agosto: Francesco Tamagno, tenor italiano (n. 1850).
- 21 de septiembre: Francisco García Calderón, militar y político peruano (n. 1834).
- 13 de octubre: Henry Irving, actor británico (n. 1838).
- 17 de noviembre: Adolfo de Luxemburgo, noble luxemburgués (n. 1817).
- 12 de diciembre: Miguel de los Santos Taborga, arzobispo e historiador boliviano (n. 1833).
- 22 de diciembre: José Riquelme, actor español (n. 1865).
- 31 de diciembre: Alejandro Stepánovich Popov, físico ruso (n. 1859).

## Premios Nobel
- Física: Philipp Eduard Anton von Lenard.
- Química: Johann Friedrich Wilhelm Adolf von Baeyer.
- Medicina: Robert Koch.
- Literatura: Henryk Sienkiewicz.
- Paz: Bertha Sophie Felicita von Suttner (condesa Kinsky von Chinic und Tettau).